# Elisa Bridges
Elisa R. Bridges (Miami, Florida, 24 de mayo de 1973-Los Ángeles, California, 7 de febrero de 2002) fue una modelo y actriz estadounidense.
Bridges fue playmate del mes de diciembre de 1994 de la revista Playboy. Su participación como modelo en la revista erótica fue muy breve, colaborando, además, como extra en la película The Birdcage, protagonizada por Robin Williams.
Bridges falleció a los 28 años (siete años después de haber sido publicado su reportaje en Playboy), en la mansión de Edward Nahem. Según el informe forense presentaba en su cuerpo una intoxicación por morfina, metanfetamina, petidina y alprazolam.